# Taxi payant
Taxi payant est un jeu télévisé diffusé sur V à partir de l'automne 2009. Animé par Alexandre Barrette, ce dernier parcourt les rues de Montréal dans un taxi et pose des questions à des clients. Chaque réponse fait gagner un certain montant aux participants. En 2017 le logo du téléphone changea de gauche pour droite.
Le jeu est l'adaptation québécoise du jeu britannique Cash Cab (en) et du franchise Cash Cab. L'adaptation du Canada anglais était Cash Cab (en).